# Fredriksberg västra
Fredriksberg västra – miejscowość (tätort) w Szwecji, w regionie administracyjnym (län) Dalarna, w gminie Ludvika.
Według danych Szwedzkiego Urzędu Statystycznego liczba ludności wyniosła: 297 (31 grudnia 2015), 345 (31 grudnia 2018) i 332 (31 grudnia 2019).